# Lara Aharonian
Lara Aharonian (Beiroet, 1972) is een Canadees-Armeense mensenrechtenverdediger. Ze is directeur van het Women's Resource Centre, een prominente Armeense organisatie voor vrouwenrechten in Yerevan. Ze is erkend als 'Woman of Courage' door de Verenigde Naties.

## Biografie
Geboren als Armeense in Beiroet, vertrok Aharonian begin jaren 90 naar Montreal om te gaan studeren. Ze studeerde pyscho-educatie en feministische literatuur. Daarna ging ze in Armenië wonen om in 2003 de Women's Resource Centre op te richten met Shushan Avagyan and Gohar Shahnazaryan. Hun feministische doel was de patriarchale maatschappij van Armenïe uit te dagen. In 2007 werd ze voorvechter van de vrouwenrechten in Nagorno-Karabach. In 2008 richtte Aharonian een crisiscentrum op als veilige haven voor vrouwelijke slachtoffers van huiselijk geweld.
Aharonian was een van de regisseurs van de film Finding Zabel Yesayan over het leven van deze vrouwelijke schrijver en dissident. In 2013 werd het Women's Right Centre zo ernstig bedreigd (onder andere met bomaanslagen), dat de politie een onderzoek uitvoerde. Aanleiding was het gebruik van het woord 'gender' in een wetsvoorstel voor gelijke rechten voor mannen en vrouwen. Volgens woedende conservatieven zou het gebruik van dit woord homoseksualiteit aanmoedigen en de traditionele familiewaarden bedreigen.
In 2014 ontving Lara de 'Woman of Courage' prijs van de Verenigde Naties, omdat het Women's Resource Centre op moedige wijze een stem heeft gegeven aan kwetsbare, bedreigde en stemloze vrouwen.